# کامران کاتوزیان
کامران کاتوزیان (۱۱ آذر ۱۳۲۰ – ۲۵ اسفند ۱۴۰۳) نقاش و طراح گرافیک ایرانی بود.

## زندگی‌نامه
کامران کاتوزیان در سال ۱۳۲۰ در تهران به دنیا آمد. او در کارنامه خود کارشناسی هنرهای زیبا (نقاشی و مجسمه‌سازی) از دانشگاه ویندهام، ورمونت آمریکا (۱۳۴۰) را دارد.

## دربارهٔ کامران کاتوزیان
کامران کاتوزیان از همان کودکی علاقه خودش را به نقاشی نشان داد، و به تدریج نیز به سرگرمی او بدل شد، و در این کار نسبت به سنی که داشت، مهارت خوبی یافت. سیکل اول دبیرستان را که تمام کرد، پدرش تصمیم گرفت او را برای تحصیل به آمریکا بفرستد. استاد کاتوزیان در این باره می‌گوید: دو سالی از ورودم به آمریکا نگذشته بود که پدرم مرحوم شد؛ بنابراین، من ماندم و خودم. دوران خیلی سختی بود؛ به این دلیل که فاصله من با خانواده به قدری زیاد بود که امکان ارتباط و رفت‌وآمد در آن زمان مقدور نمی‌شد. تنها وسیله ارتباطی من با خانواده نامه بود که چهار ماه طول می‌کشید جواب آن برسد. ارتباط تلفنی هم خیلی گران و دشوار بود. برای من که سن کمی داشتم، این ایام خیلی دشوار گذشت.

سپس به توصیه یکی از اساتید، به دانشکده‌ای در ایالت ورمونت رفت. او می‌گوید: 
چرخش دیدگاه من به طرف نقاشی [مدرن] در سال ۱۹۶۲ اتفاق افتاد؛ یعنی زمانی که من ویلیام هانت را- که فکر می‌کنم یکی از بهترین نقاشان معاصر آمریکا است- ملاقات کردم. او به عنوان یک معلم، فلسفه واقعی هنر را به من آموخت و سبب پختگی تفکر من دربارهٔ هنر شد. از نقاشان مورد علاقه‌ام در زمان تحصیل، بیش از همه کلاین (نقاش آمریکایی/ ۱۹۱۰–۱۹۶۲)، که هنوز هم با من است، بود. او که عمری چندان طولانی نداشت، دوره کوتاهی درخشید. نقاشی‌هایش به قدری قرص و مسلط بود که آدم مقابل کار له می‌شد. در دوره ای ماجراجویی جکسن پالک (نقاش آمریکایی/ ۱۹۱۲–۱۹۵۶) مرا مسحور خودش کرد. همچنین نقاشان دیگری مثل مارک روتکو (نقاش ۱۹۰۳–۱۹۷۰) و مارک توبی (نقاش آمریکایی/ ۱۸۹۰–۱۹۷۶) که کارهای خیلی درخشانی داشتند. در نیویورک آن سال‌ها، وقتی به گالری‌ها سر می‌زدی، آثاری را می‌دیدی، بسیار قرص و بی‌نظیر، و از نقاشانی که اصلاً معروف نبودند. بعد از آن دیگر کارهایی به آن محکمی و درخشندگی ندیدم. بدی نقاشی آبستره این است که خیلی سریع، اول صدها، و بعد هزاران نفر به آن پیوستند و چون چشم مخاطب به این نوع کارها عادت نداشت، بنابراین، در تشخیص هم دچار اشکال می‌شدند. شارلاتانیسم خیلی سریع در این سبک رخنه کرد، در حالیکه کمتر آدم خبره ای قادر به تشخیص درستی و نادرستی و اصالت آن بود.
کامران کاتوزیان، برای مدت دو سال به ایران برمی‌گردد (۱۳۴۲–۱۳۴۳). برای یافتن کار به اداره فرهنگ و هنر مراجعه می‌کند و بلافاصله جذب این اداره می‌شود. در آنجا با چنگیز شهوق و ناصر مفخم آشنایی و دوستی نزدیکی پیدا می‌کند و بعد از چندی به اتفاق، گالری صبا را در خیابان صبا جنوبی راه می‌اندازند (۱۳۴۳).
کاتوزیان با ارائه یک نقاشی انتزاعی با عنوان «پدرِ پدرم وقتی جوان بود» و یک مجسمه آهنی انتزاعی در چهارمین بی ینال تهران حضور یافت و به اتفاق ژازه طباطبایی به‌طور مشترک جایزه نخست این بی ینال را کسب کردند (۱۳۴۳).
حضور وی در اداره فرهنگ و هنر چند ماهی بیشتر نپایید، و برای امرار معاش فعالیت در حرفه گرافیک را ترجیح داد. ابتدا با اختصاص اتاقی در گالری صبا کار را شروع کرد.
کامران کاتوزیان در سال ۱۳۴۳ مجدداً به آمریکا رفت. یک سال آنجا ماند و سپس به ایران برگشت و نخستین نمایشگاه انفرادی خود را در گالری صبا در حالی برپا کرد که با آغاز سومین سال فعالیت گالری صبا مصادف می‌شد.
به توصیه و تشویق مهندس سیحون، بدون کنکور در رشته معماری دانشکده هنرهای زیبا ثبت‌نام می‌شود. دو سالی این رشته را ادامه می‌دهد (۱۳۴۴–۱۳۴۶)، ولی سرانجام آن را ناتمام رها می‌کند. در این فاصله یک بار به عنوان نماینده ایران در بی ینال پاریس (۱۳۴۳) و یک بار نیز در بی ینال ونیز (۱۳۴۵) شرکت می‌کند. در همین فاصله نیز از سوی گروه صنعتی بهشهر به عنوان مدیر تبلیغات به کار دعوت می‌شود.
کاتوزیان بعد از مدتی دفتر تبلیغاتی آوانگارد را راه می‌اندازد.
ظاهراً دلمشغولی نقاشانه کاتوزیان تا پیش از سال ۱۳۵۷ در دو عرصه نقاشی آبستره و نقاشی به صورت «پاپ آرت» تداوم می‌یابد.
رکودی که در سال‌های آغازین پس از انقلاب در عرصه گرافیک به وجود آمد، شرکت آوانگارد را به تعطیلی کشاند؛ بنابراین، کاتوزیان برای سه یا چهار سالی از ایران رفت و بعد، که به ایران بازگشت، به اتفاق خانم رادپی شرکت تبلیغاتی کارپی (ترکیبی از دو اسم کاتوزیان و رادپی) را، راه انداختند (۱۳۶۵–۱۳۷۵). شرکت کارپی با راه اندازی بنرها و بیلبوردهای تبلیغاتی در سطح تهران، چهره‌ای تازه به این شهر بخشید. این شکل تبلیغات شهری بسیار مورد استقبال قرار گرفت و خیلی زود شرکت کارپی صاحب ده‌ها بیلبورد در سطح تهران شد. اما سرانجام این شرکت در پی انتشار مقاله ای در یکی از روزنامه‌های کشور تعطیل شد.
فعالیت نقاشانه کاتوزیان در طول دهه ۶۰ به بعد باز هم کمتر از سابق شد. از این به بعد نقاشی به شیوه پاپ آرت را کاملاً کنار گذاشت و صرفاً به نقاشی آبستره پرداخت. نمایشگاهی از آثارش را در سال ۱۳۶۸ در «گالری کرته» برپا کرد و نمایشگاه بعدی او با فاصله‌ای بیست ساله در نگارخانه ماه و مهر برگزار شد.
نقدونظرهای مثبتی که نسبت به نمایشگاه نقاشی‌های اخیر او صورت گرفته، حاکی از استمرار ذهنیت خلاق و هنرمندانه‌ای است که زبان تصویر را به خوبی می‌شناسد و در هر جایگاهی مناسب با آن، از این زبان بی بهره می‌برد.
آیدین آغداشلو دربارهٔ آخرین نمایشگاه وی این‌طور اظهار نظر می‌کند: 
وقتی قرار شد آثار تازه کامران کاتوزیان را تماشا کنم، نمی‌دانستم انتظار دیدن چه نوع مجموعه‌ای را باید داشته باشم و پس از انزوای چندساله او و دوری سالیان اخیر من از نمایشگاه‌های نقاشی، ارتباط میان هنرمند و مخاطب چه صورتی خواهد یافت؟ اما وقتی دیدم، آسوده شدم که نقاشی‌ها، در وجهی بسیار جدی و حرفه ای، تداوم معنا و دستاورد گذشته او را دنبال کرده بودند و آن شدت حرکت قلم مو و رنگ گذاری جسورانه، گیرم کمی ملایم‌تر، همچنان جاری و باقی و مداوم بود. تعلق و وابستگی قدیمی و همیشگی کامران کاتوزیان به مکتب اکسپرسیونیزم انتزاعی سال‌های ۵۰ میلادی نیویورک، که هیچ کاستی نگرفته‌است، و با گوشه چشمی به کارهای پرتلاطم کلاین یک سره جهان شخصی و خاص خود را دنبال و بنا می‌کند.

کامران کاتوزیان دربارهٔ فعالیت نقاشانه خود می‌گوید: 
به طورکلی، من یک نقاش آبستره کار هستم. اگر در مقطعی پاپ را تجربه کردم، مربوط به دوره جوانی، ماجراجویی و تجربه بود؛ دوره ای شیرین که چندان هم دور از نقاشی‌های آبستره نبود؛ و وقتی که مجدداً به آبستره برگشتم، طبعاً کارهایم پخته‌تر شده، و فرمالیسم و ترس و واهمه ای (معمولاً فرمالیسم نتیجه ترس و واهمه است) که قبلاً بود، به تدریج ول شد. حالا آزادی کامل را در هنگام کار احساس می‌کنم و همه آن مسائلی را که قبلاً از نظر تکنیکی باید رعایت می‌کردم تا کار درست از آب درآید، دیگر ناخودآگاه اتفاق می‌افتد. قبلاً باید حواسم کاملاً جمع می‌بود تا کار خوب پیش برود، همه زور تابلو یک طرف نیاید، رابطه رنگ‌ها، فرم‌ها و نورها با یکدیگر درست باشد، ولی الآن آن دقت خودبه خود هست و در کار شکل می‌گیرد. هر کاری که می‌کنم، دیگر به نظرم درست می‌آید و تا جایی آن را ادامه می‌دهم که کار تمام شود.

## درگذشت
کاتوزیان عصر شنبه ۲۵ اسفند ۱۴۰۳ پس از تحمل یک دورهٔ طولانی بیماری درگذشت.

## برخی از سوابق حرفه‌ای
- برنده چهارمین بی ینال تهران (۱۳۴۳)
- شرکت در بی ینال پاریس (۱۳۴۴)
- شرکت در بی ینال ونیز (۱۳۴۵)
- شرکت در جشنواره بین‌المللی هنر- واشینگتن (۱۳۵۶)
- برگزاری پنج نمایشگاه انفرادی
- مؤسس گالری صبا (۱۳۴۳)، شرکت تبلیغاتی آوانگارد (۱۳۵۰) و شرکت تبلیغاتی کارپی (۱۳۶۵)
- تدریس گرافیک در دانشکده هنرهای تزئینی (۱۳۴۶–۱۳۴۸) و دانشگاه آزاد (۱۳۶۹–۱۳۷۱)

## مکتوبات دربارهٔ کامران کاتوزیان
- جشن‌نامه هفتاد سالگی کامران کاتوزیان» آرش تنهایی
- کتاب «۱۰۰ آگهی مطبوعات» فرشید پارسی کیا